# Stevens Company
Stevens Company war ein US-amerikanischer Hersteller von Automobilen.

## Unternehmensgeschichte
Das Unternehmen hatte den Sitz in Chicago in Illinois. 1914 begann die Produktion von Automobilen. Der Markenname lautete Steco. Im gleichen Jahr endete die Produktion.

## Fahrzeuge
Im Angebot stand nur ein Modell. Es wurde als Cyclecar bezeichnet. Allerdings erfüllte es die Kriterien für Cyclecars nicht. Das Fahrzeug hatte einen Zweizylindermotor mit Luftkühlung. 85,725 mm Bohrung und 99,22002 mm Hub ergaben 1145 cm³ Hubraum. Der Motor leistete 9 PS. Er trieb über ein Friktionsgetriebe und Riemen die Hinterachse an. Das Fahrgestell hatte 259 cm Radstand und 91 cm Spurweite. Die offene Karosserie bot Platz für zwei Personen hintereinander. Der Neupreis betrug 450 US-Dollar.